# Masaki Tokudome
Masaki Tokudome (Kagoshima, 14 de febrero de 1971) fue un piloto de motociclismo que compitió en la categoría de 125cc y 250cc del Campeonato Mundial entre 1994 y 2005.

### Carreras por año
|
| Color     | Resultado                                                               |
| --------- | ----------------------------------------------------------------------- |
| Oro       | Ganador                                                                 |
| Plata     | 2.ª plaza                                                               |
| Bronce    | 3.ª plaza                                                               |
| Verde     | Finalizó en los puntos                                                  |
| Azul      | Finalizó sin puntos                                                     |
| Azul      | NC - No clasificado                                                     |
| Violeta   | Ret - No terminó (Carrera)                                              |
| Rojo      | DNQ - No se clasificó                                                   |
| Negro     | DSQ - Descalificado                                                     |
| Blanco    | DNS - No empezó (carrera)                                               |
| Blanco    | WD - Retirado (fin de semana)                                           |
| Blanco    | C - Carrera cancelada                                                   |
| Sin color | DNP - Inscrito pero no participó                                        |
| Sin color | INJ - Lesionado                                                         |
| Sin color | EX - Excluido                                                           |
| Estado    | Resultado                                                               |
| Negrita   | Pole position                                                           |
| Cursiva   | Vuelta rápida                                                           |
| †         | Abandona, pero clasifica al completar el porcentaje requerido para ello |

| Año  | Cat.  | Moto      | 1      | 2      | 3       | 4      | 5       | 6       | 7       | 8       | 9      | 10      | 11     | 12     | 13      | 14     | 15     | 16     | Pts.  | Pos. |
| ---- | ----- | --------- | ------ | ------ | ------- | ------ | ------- | ------- | ------- | ------- | ------ | ------- | ------ | ------ | ------- | ------ | ------ | ------ | ----- | ---- |
| 1994 | 125cc | Honda     | AUS 9  | MAL 14 | JAP 6   | ESP 10 | AUT Ret | ALE 9   | NED 5   | ITA 6   | FRA 9  | GBR 12  | CZE 6  | USA 14 | ARG 8   | EUR 13 |        |        | 87    | 8.º  |
| 1995 | 125cc | Aprilia   | AUS 12 | MAL 15 | JAP Ret | ESP 15 | ALE Ret | ITA 3   | NED Ret | FRA 8   | GBR 6  | CZE 4   | RIO 1  | ARG 2  | EUR 8   |        |        |        | 105,5 | 7.º  |
| 1996 | 125cc | Aprilia   | MAL 4  | IDN 1  | JAP 1   | ESP 6  | ITA 6   | FRA Ret | NED Ret | ALE 1   | GBR 2  | AUT 4   | CZE 13 | IMO 1  | CAT Ret | RIO 3  | AUS 3  |        | 193   | 2.º  |
| 1997 | 125cc | Honda     | MAL 5  | JAP 13 | ESP 4   | ITA 7  | AUT 5   | FRA NP  | NED 7   | IMO Ret | ALE 9  | RIO 10  | GBR 2  | CZE 8  | CAT 11  | IDN 6  | AUS 8  |        | 120   | 5.º  |
| 1998 | 125cc | Aprilia   | JAP 8  | MAL 4  | ESP 12  | ITA 10 | FRA 8   | MAD 9   | NED 5   | GBR 5   | ALE 9  | CZE Ret | IMO 5  | CAT 13 | AUS 16  | ARG 8  |        |        | 97    | 7.º  |
| 1999 | 250cc | TSR-Honda | MAL 13 | JAP 16 | ESP 13  | FRA 13 | ITA 11  | CAT 13  | NED 14  | GBR 9   | ALE 15 | CZE 12  | IMO 16 | VAL 14 | AUS 15  | RSA 14 | RIO NP | ARG 15 | 37    | 18.º |
| 2003 | 250cc | Yamaha    | JAP    | RSA    | ESP     | FRA    | ITA     | CAT     | NED     | GBR     | ALE    | CZE     | POR    | RIO    | PAC 15  | MAL    | AUS    | VAL    | 1     | 31.º |
| 2005 | 250cc | Yamaha    | SPA    | POR    | CHN     | FRA    | ITA     | CAT     | NED     | GBR     | GER    | CZE     | JPN 20 | MAL    | QAT     | AUS    | TUR    | VAL    | -     | 0    |